# Маланичев, Роберт Иванович
Ро́берт Ива́нович Мала́ничев (21 июня 1936, Соликамск — 23 февраля 2006, Москва) — советский и российский художник-график, геральдист.

## Биография
Родился 21 июня 1936 году в Соликамске (в то время Свердловская область, сейчас Пермский край).
В 1959 году окончил Московский государственный историко-архивный институт (сейчас Историко-архивный институт РГГУ).
Маланичев скончался 23 февраля 2006 года.
Похоронен в Москве, на Троекуровском кладбище.

## Работа
Работал в Госфильмофонде СССР. Принимал участие в создании кинотеатра-музея Госфильмофонда СССР «Иллюзион». Автор статей, посвящённых отечественным кинорежиссерам и операторам (Е. Н. Андриканис, Б. И. Волчек, А. В. Гальперин, А. Н. Москвин, В. А. Рапопорт, Э. К. Тиссэ, С. П. Урусевский и других), в энциклопедических изданиях «Кинословарь» (1966, 1970) и «Кино» (1986). Некоторые статьи позднее были опубликованы в энциклопедии «Britannica».
С 1960-х годов начал заниматься станковой аппликацией. В этом уникальном жанре им создано более 100 работ на темы русской истории и культуры, которые неоднократно экспонировались на персональных выставках в разных городах России.
С начала 1970-х годов работал в издательстве «Советская энциклопедия» (сейчас «Большая Российская энциклопедия»): сначала в качестве штатного, а затем внештатного художника. За время работы в Издательстве участвовал в подготовке иллюстраций для множества энциклопедических изданий: «Гражданская война и военная интервенция в СССР» (1983), «Великая Отечественная война 1941—1945» (1985), «Народы мира» (1988), «Авиация» (1994), «Города России» (1994), «Народы России» (1994), «Отечественная история» (1994), «Иллюстрированный энциклопедический словарь» (1995), и др.
С конца 1980-х годов стал активно заниматься символикой, эмблематикой и геральдикой. Сотрудничал с Союзом Геральдистов России (СГО), Всероссийским обществом геральдистов (ВГО). Автор эмблем СГО и ВГО. Автор и художник более 300 гербов российских городов. Работы, посвященные городской геральдике, опубликованы в изданиях: «Гербы современной России» (М., 2005;), «Официальные символы Челябинской области и муниципальных образований» (Челябинск, 2004), «Официальные символы Подмосковья» (М., 2003) (все подготовлены к изданию Геральдическим советом при Президенте РФ и Союзом Геральдистов России). Постоянный художник периодических изданий: «Гербовед» и «Вестник геральдиста».
Член редакционного совета журнала «Гербовед». Автор и художник многочисленных эмблем и знаков (корпоративная символика), а также личных гербов. Участник конкурса Министерства культуры РФ по созданию рисунка Государственного Герба России (начало 1990-х годов).

## Труды
Автор-художник Знака Мэра г. Москвы (цепь) и других должностных знаков и символов официальной власти.
Участник проекта реставрации Большого Кремлёвского дворца. По эскизам Р. И. Маланичева были созданы 13 скульптурных изображений Государственного Герба России в исторической ретроспективе для Выставочного зала Российских гербов Сенатского дворца Московского Кремля. В рамках этого проекта — также научный консультант и автор раздела, посвященного истории российской государственной геральдики, в издании «Московский Кремль на рубеже тысячелетий» (М., 2000).
Р. И. Маланичев — известный художник-иллюстратор, автор рисунков к ряду монографий, поэтических сборников, современных сказок.
Статьи о творчестве Р. И. Маланичева опубликованы в геральдических журналах и газетах, ряде краеведческих сборников, искусствоведческих периодических изданиях. Его творчеству были посвящены несколько теле- и радиопрограмм.

## Награды и звания
- Награждён Почетным Знаком им. А. Б. Лакиера «Сподвижнику геральдики» I степени.